# Ceracis pullulus
Ceracis pullulus är en skalbaggsart som först beskrevs av Thomas Casey 1898.  Ceracis pullulus ingår i släktet Ceracis och familjen trädsvampborrare. Inga underarter finns listade i Catalogue of Life.